# Ксьонжник
Ксьонжник (пол. Książnik, нім. Herzogswalde) — село в Польщі, у гміні Мілаково Острудського повіту Вармінсько-Мазурського воєводства.
Населення — 319 осіб (2011).
У 1975-1998 роках село належало до Ольштинського воєводства.

## Демографія
Демографічна структура станом на 31 березня 2011 року:
|          | Загалом | Допрацездатний вік | Працездатний вік | Постпрацездатний вік |
| -------- | ------- | ------------------ | ---------------- | -------------------- |
| Чоловіки | 164     | 36                 | 116              | 12                   |
| Жінки    | 155     | 46                 | 82               | 27                   |
| Разом    | 319     | 82                 | 198              | 39                   |